# Турнир на приз газеты «Советский спорт» по хоккею с шайбой 1966
Девятый  турнир на приз газеты «Советский спорт» был разыгран с 30 августа по 22 сентября 1966 года.
Данный розыгрыш стал рекордным как по числу участников, так и по географии проведения. Все участники высшего дивизиона (за исключением призёров прошлого чемпионата), 11 из 12 команд второго и 5 команд третьего, разделенные на 6 групп, сыграв в Москве, Риге, Минске, Киеве, Новосибирске и Свердловске предварительный этап, разыграли 8 путёвок в финальный турнир. Вне конкурса также сыграла молодёжная команда Минска.

В финале, прошедшем в СД ЦСКА, к ним добавились призёры первенства СССР и чемпион Чехословакии.

## Список участников
| Команды класса «А» (Первая группа) | Команды класса «А» (Вторая группа) | Команды класса «А» (Третья группа)                                                                                               | Остальные команды         |
| --- | --- | --- | ------------------------- |
| - «Динамо» Киев - «Динамо» Москва - «Крылья Советов» Москва - «Локомотив» Москва - «Металлург» Новокузнецк - «Сибирь» Новосибирск - «Спартак» Москва - «Торпедо» Горький - «Торпедо» Минск - «Химик» Воскресенск - СКА Ленинград - ЦСКА | - «Автомобилист» Свердловск - «Даугава» Рига - «Дизелист» Пенза - «Молот» Пермь - «Спутник» Нижний Тагил - «Торпедо» Усть-Каменогорск - «Трактор» Челябинск - «Кристалл» Электросталь - СК им. Урицкого Казань - СКА Калинин - СКА Новосибирск | - «Аэрофлот» Омск - «Динамо» Ленинград - «Ермак» Ангарск - «Машиностроитель» Златоуст - «Металлург» Серов - «Шахтёр» Прокопьевск | - Минск (мол.) - ЗКЛ Брно |

## Предварительные турниры
03 - 14 сентября. Москва. СД ЦСКА.
| М | Команда                 | 1   | 2   | 3   | 4   | 5   | И | В | Н | П | Ш     | О |
| - | ----------------------- | --- | --- | --- | --- | --- | - | - | - | - | ----- | - |
| 1 | СКА Ленинград           | -   | 3:5 | 6:2 | 5:0 | 7:2 | 4 | 3 | 0 | 1 | 21-9  | 6 |
| 2 | «Крылья Советов» Москва | 5:3 | -   | 1:2 | 5:2 | 5:2 | 4 | 3 | 0 | 1 | 16-9  | 6 |
| 3 | «Химик» Воскресенск     | 2:6 | 2:1 | -   | 5:2 | 7:0 | 4 | 3 | 0 | 1 | 16-9  | 6 |
| 4 | «Локомотив» Москва      | 0:5 | 2:5 | 2:5 | -   | 7:2 | 4 | 1 | 0 | 3 | 11-17 | 2 |
| 5 | СКА Калинин             | 2:7 | 2:5 | 0:7 | 2:7 | -   | 4 | 0 | 0 | 4 | 6-26  | 0 |

30 августа - 12 сентября. Минск. ДС.
| М | Команда                 | 1    | 2   | 3   | 4   | 5   | 6    | И | В | Н | П | Ш     | О |
| - | ----------------------- | ---- | --- | --- | --- | --- | ---- | - | - | - | - | ----- | - |
| 1 | «Торпедо» Горький       | -    | 5:3 | 1:2 | 4:2 | 5:4 | 16:1 | 5 | 4 | 0 | 1 | 31-12 | 8 |
| 2 | «Даугава» Рига          | 3:5  | -   | 5:4 | 2:2 | 9:2 | 7:3  | 5 | 3 | 1 | 1 | 26-16 | 7 |
| 3 | «Торпедо» Минск         | 2:1  | 4:5 | -   | 5:3 | 4:6 | 3:3  | 5 | 2 | 1 | 2 | 18-18 | 5 |
| 4 | СК им. Урицкого Казань  | 2:4  | 2:2 | 3:5 | -   | 5:3 | 4:1  | 5 | 2 | 1 | 2 | 16-15 | 5 |
| 5 | «Металлург» Новокузнецк | 4:5  | 2:9 | 6:4 | 3:5 | -   | 7:4  | 5 | 2 | 0 | 3 | 22-27 | 4 |
| 6 | Минск (мол.)            | 1:16 | 3:7 | 3:3 | 1:4 | 4:7 | -    | 5 | 0 | 1 | 4 | 12-37 | 1 |

7 - 11 сентября. Киев. ДС.
| М | Команда                    | 1   | 2   | 3   | 4   | И | В | Н | П | Ш     | О |
| - | -------------------------- | --- | --- | --- | --- | - | - | - | - | ----- | - |
| 1 | «Динамо» Киев              | -   | 9:2 | 6:3 | 5:5 | 3 | 2 | 1 | 0 | 20-10 | 5 |
| 2 | «Торпедо» Усть-Каменогорск | 2:9 | -   | 5:4 | 4:4 | 3 | 1 | 1 | 1 | 11-17 | 3 |
| 3 | «Молот» Пермь              | 3:6 | 4:5 | -   | 5:2 | 3 | 1 | 0 | 2 | 12-13 | 2 |
| 4 | «Дизелист» Пенза           | 5:5 | 4:4 | 2:5 | -   | 3 | 0 | 2 | 1 | 11-14 | 2 |

31 августа - 8 сентября. Новосибирск. Стадион «Сибирь».
| 31.08.1966 | СКА Новосибирск      | «Кристалл» Электросталь | 4:2 |
| 03.09.1966 | «Сибирь» Новосибирск | «Ермак» Ангарск         | 4:1 |
| 08.09.1966 | «Сибирь» Новосибирск | СКА Новосибирск         | 5:3 |

12 - 14 сентября. Рига. Стадион «Даугава».
| 12.09.1966 | «Спутник» Нижний Тагил | «Шахтёр» Прокопьевск   | 7:2 |
| 12.09.1966 | «Даугава» Рига         | «Динамо» Ленинград     | 4:3 |
| 14.09.1966 | «Даугава» Рига         | «Спутник» Нижний Тагил | 5:3 |

5 - 10 сентября. Свердловск. ДС «Снежинка».
| 05.09.1966 | «Автомобилист» Свердловск | «Металлург» Серов   | 10:3 |
| 07.09.1966 | «Трактор» Челябинск       | «Аэрофлот» Омск     | 4:3  |
| 09.09.1966 | «Металлург» Серов         | «Аэрофлот» Омск     | 4:4  |
| 10.09.1966 | «Автомобилист» Свердловск | «Трактор» Челябинск | 6:1  |

## 1/8 финала
| 15.09.1966 | «Крылья Советов» Москва | «Даугава» Рига            | +:- |
| 15.09.1966 | ЗКЛ Брно                | «Торпедо» Горький         | 3:1 |
| 16.09.1966 | «Торпедо» Минск         | «Автомобилист» Свердловск | 2:1 |
| 17.09.1966 | «Спартак» Москва        | СКА Ленинград             | 3:2 |

## 1/4 финала
| 16.09.1966 | ЦСКА             | «Сибирь» Новосибирск    | 7:0 |
| 17.09.1966 | ЗКЛ Брно         | «Крылья Советов» Москва | 3:1 |
| 18.09.1966 | «Динамо» Москва  | «Динамо» Киев           | 4:2 |
| 18.09.1966 | «Спартак» Москва | «Торпедо» Минск         | 7:0 |

## 1/2 финала
| 20.09.1966 | «Динамо» Москва | ЗКЛ Брно         | 2:0 |
| 20.09.1966 | ЦСКА            | «Спартак» Москва | 4:2 |

## Финал
| 22.09.1966 | ЦСКА | 8:3 (5:1, 2:1, 1:1) | «Динамо» Москва | СД ЦСКА, Москва Зрителей: 3 000 |

| Отчёт | Отчёт | Отчёт                                   | Отчёт | Отчёт |  |
| --- | --- | --------------------------------------- | --- | --- |  |
| | |                                         | | |  |
| | Виктор Толмачёв (Николай Толстиков) | Вратари                                 | Владимир Чинов | |  |
| | Голы: |                                         | | |  |
| В.Александров 7' А.Фирсов 9' В.Александров 10' А.Фирсов 14' А.Альметов 15' А.Рагулин 32' В.Полупанов 37' В.Александров 60'                                                                                 | 1:0 2:0 3:0 4:1 5:1 5:2 6:2 7:2 7:3 8:3 | 14' В.Войтов 23' С.Петухов 44' В.Войтов | | |  |
| | |                                         | | |  |
| | |                                         | | |  |
| | |                                         | | |  |
| 8 мин | Штраф | 16 мин                                  | | |  |
| | |                                         | | |  |
| | |                                         | | |  |
| | |                                         | | |  |
| | Анатолий Тарасов | Тренер                                  | Аркадий Чернышёв | |  |
| О.Зайцев (2), Э.Иванов (4), В.Кузькин, А.Рагулин, И.Ромишевский, Н.Подкопаев, А.Гусев; В.Александров, А.Альметов, В.Ерёмин, А.Фирсов, В.Викулов, В.Полупанов (2), А.Ионов, Е.Мишаков, Ю.Моисеев, В.Бутаков | О.Зайцев (2), Э.Иванов (4), В.Кузькин, А.Рагулин, И.Ромишевский, Н.Подкопаев, А.Гусев; В.Александров, А.Альметов, В.Ерёмин, А.Фирсов, В.Викулов, В.Полупанов (2), А.Ионов, Е.Мишаков, Ю.Моисеев, В.Бутаков | Состав                                  | В.Давыдов, Ю.Чичурин, В.Марков, С.Петухов (12); В.Орчаков, Ю.Волков, Ю.Парамошкин, В.Киселёв, В.Юрзинов, А.Стриганов, В.Шилов (2), А.Мотовилов (2), В.Войтов | В.Давыдов, Ю.Чичурин, В.Марков, С.Петухов (12); В.Орчаков, Ю.Волков, Ю.Парамошкин, В.Киселёв, В.Юрзинов, А.Стриганов, В.Шилов (2), А.Мотовилов (2), В.Войтов |  |